# L'Histoire d'Adèle H.
L'Histoire d'Adèle H. és una pel·lícula francesa de François Truffaut, estrenada el 1975.

## Argument
Adèle Hugo (Isabelle Adjani), segona filla de Victor Hugo. Aquest, obnubilat per la mort accidental de la seva filla gran, Léopoldine Hugo, havia descurat la petita. Adèle coneix un amor apassionat, fins i tot obsessiu, pel tinent britànic Pinson (Bruce Robinson) que no li retorna. Acaba la seva vida en la decadència i la bogeria.

## Repartiment
- Isabelle Adjani: Adèle Hugo
- Bruce Robinson: el tinent Albert Pinson
- Sylvia Mariott: Sra. Saunders
- Joseph Blatchley: Whistler, el llibreter
- Ivry Gitlis: el mag
- Ruben Dorey: M. Saunders
- Clive Gillingham: Keaton
- Louise Bourdet: la criada de Victor Hugo
- Sir Cecil de Sausmarez: Lenoir, el notari
- Sir Raymond Falla: el jutge Johnstone
- Roger Martin: el Doctor Murdock
- Jean-Pierre Leursse: l'escriba negre
- Carl Hathwell: l'Ordenança de Pinson
- François Truffaut: un Oficial (no surt als crèdits)

## Comentaris
Aquesta pel·lícula és una exploració romàntica i dolorosa dels patiments de la filla de Victor Hugo, la seva recerca sense esperança d'aquest pare invasor i de viure de manera autònoma. El record de la mort tràgica de la seva germana Léopoldine Hugo i la indiferència d'un oficiar anglès que creu estimar accentuen el seu pas cap a la bogeria.
La música composta per Maurici Jaubert, precoçment mort el 1940, subratlla la tragèdia i al mateix temps ret homenatge a Jean Vigo que hi havia ja fet servir aquests temes per L'Atalante.
En el cas de  L'Histoire d'Adèle H. , Truffaut va escriure: 
| « | Treballant en l'script de L'Enfant sauvage, adaptació de la memòria del doctor Jean Itard, havíem descobert, Jean Gruault i jo mateix, el gran plaer que suposa organitzar una història de ficció a partir d'esdeveniments reals esforçant-se a no inventar res, i no pas alterar la veritat del material documental. Si és difícil de construir una intriga unanimista, barrejant una desena de personatges les accions dels quals es creuen, és gairebé difícil escriure una pel·lícula intimista posant en escena un únic personatge a la pantalla. Crec tanmateix que és aquest aspecte solitari el que més m'atreia en aquest projecte; havia rodat històries d'amor amb dos i amb tres personatges, tenia la impressió de provar una experiència apassionant, devorat per una passió d'un sentit únic. | » |

## Premis i nominacions

### Premis
- 1976. David di Donatello a la millor actriu estrangera per Isabelle Adjani

### Nominacions
- 1976. Oscar a la millor actriu per Isabelle Adjani
- 1976. César a la millor actriu per Isabelle Adjani
- 1976. César al millor director per François Truffaut
- 1976. César al millor disseny de producció per Jean-Pierre Kohut-Svelko